# Todaraisingh
Todaraisingh (o Todarai Singh, Toda Raisingh) è una suddivisione dell'India, classificata come municipality, di 21.203 abitanti, situata nel distretto di Tonk, nello stato federato del Rajasthan. In base al numero di abitanti la città rientra nella classe III (da 20.000 a 49.999 persone).

## Geografia fisica
La città è situata a 26° 1' 0 N e 75° 28' 60 E e ha un'altitudine di 423 m s.l.m..

## Società

### Evoluzione demografica
Al censimento del 2001 la popolazione di Todaraisingh assommava a 21.203 persone, delle quali 10.934 maschi e 10.269 femmine. I bambini di età inferiore o uguale ai sei anni assommavano a 3.742, dei quali 2.067 maschi e 1.675 femmine. Infine, coloro che erano in grado di saper almeno leggere e scrivere erano 11.997, dei quali 7.703 maschi e 4.294 femmine.